# Reductobates bicolor
Reductobates bicolor är en kvalsterart som först beskrevs av Hammer 1973.  Reductobates bicolor ingår i släktet Reductobates och familjen Liebstadiidae. Inga underarter finns listade i Catalogue of Life.